# MR Водолея
MR Водолея (лат. MR Aquarii) — одиночная переменная звезда в созвездии Водолея на расстоянии (вычисленном из значения параллакса) приблизительно 4886 световых лет (около 1498 парсеков) от Солнца. Видимая звёздная величина звезды — от +12,5m до +11,8m.

## Характеристики
MR Водолея — красная пульсирующая полуправильная переменная звезда типа SRB (SRB) спектрального класса M7/8. Эффективная температура — около 3296 К.